# Zénith Paris
Das Zénith Paris (voller Name: Zénith Paris – La Villette) ist eine Mehrzweckhalle in der Parkanlage Parc de la Villette im 19. Arrondissement der französischen Hauptstadt Paris. Der Bau im Stadtviertel Pont de Flandre gilt als wichtigste Konzerthalle des Landes.

## Geschichte
Das Zénith wurde 1983 auf Initiative des damaligen Kulturministers Jack Lang erbaut und wurde am 12. Januar 1984 mit einem Konzertabend mit Renaud, Charles Trenet, Jacques Higelin und Zéro de Conduite eingeweiht. Die quadratische Halle am Canal de l’Ourcq umfasst 6.200 m². Es stehen, je nach Veranstaltung, zwischen 2.200 bis 9.000 Plätze zur Verfügung. Jährlich finden in der Halle rund 170 Veranstaltungen mit über 700.000 Besuchern statt.
Die Architekten Philippe Chaix und Jean-Paul Morel hatten den Auftrag, eine modulierbare Halle für Konzerte, Sport- und andere Veranstaltungen zu entwerfen. Sie entwickelten eine leichte Metallgerüststruktur, die einfach umgebaut und den Bedürfnissen des jeweiligen Auftritts angepasst werden kann. Seit der Eröffnung traten im Zénith über 2.000 Künstler und Bands auf, darunter alle bekannten französischsprachigen Musiker, aber auch viele internationale Künstler. 
Wie der Eiffelturm war das Zénith ein auf drei Jahre geplanter Prototyp. Der Erfolg des Konzepts „Zénith“ war jedoch so groß, dass die Halle weiterbetrieben und das Konzept in Lizenz auch an andere französische Städte gegeben wurde.